# Húnaþing vestra
Húnaþing vestra är en kommun som ligger vid viken Húnaflói på norra Island. Folkmängden uppgick till 1 226 invånare vid en uppskattning 2022. Av dessa bor 627 i huvudorten Hvammstangi och 57 i tätorten Laugarbakki.

## Historia
Kommunen grundades 1998 genom en sammanslagning av de sju kommunerna Staðarhreppur, Fremri-Torfustaðahreppur, Ytri-Torfustaðahreppur, Kirkjuhvammshreppur, Hvammstangahreppur, Þverárhreppur och Þorkelshólshreppur i dåvarande fylket Vestur-Húnavatnssýsla. 2012 införlivades även kommunen Bæjarhreppur från Strandasýslu.